# رجی بولک
رجی بولک (انگلیسی: Reggie Bullock؛ زادهٔ ۱۶ مارس ۱۹۹۱) یک بازیکن بسکتبال اهل ایالات متحده آمریکا است. از باشگاه‌هایی که در آن بازی کرده‌است می‌توان به دیترویت پیستونز، لس آنجلس کلیپرز، و فینیکس سانز اشاره کرد.
او در فوریه سال ۲۰۱۹ به تیم لس آنجلس لیکرز پیوست.